# Dicranoptycha phallosomica
Dicranoptycha phallosomica är en tvåvingeart som beskrevs av Alexander 1937. Dicranoptycha phallosomica ingår i släktet Dicranoptycha och familjen småharkrankar. Inga underarter finns listade i Catalogue of Life.